# Бел, Луи
Луи Йосеф Мариа Бел (нидерл. Louis Joseph Maria Beel; 12 апреля 1902, Рурмонд — 11 февраля 1977, Утрехт) — нидерландский политик, член Католической народной партии; дважды занимал пост премьер-министра Нидерландов: с 3 июля 1946 до 7 августа 1948 года и с 22 декабря 1958 по 19 мая 1959.
Бел был первоначально учителем, юристом и муниципальным политиком. Незадолго до Второй мировой войны он был избран в нижнюю палату Нидерландского парламента, где стал лидером Католической Народной партии. С февраля 1945 года по июль 1946 года был министром внутренних дел в голландском правительстве в изгнании в Лондоне.
В 1948–1949 годах – генерал-губернатор Голландской Ост-Индии.